# جایزه بزرگ فرانسه ۱۹۸۱
جایزه بزرگ فرانسه ۱۹۸۱ (انگلیسی: ‎1981 French Grand Prix‎)، که به‌طور رسمی با نام شصت و هفتمین جایزه بزرگ فرانسه شناخته می‌شود، یک مسابقهٔ موتوری در رشتهٔ اتومبیل‌رانی فرمول یک بود که در تاریخ ۵ ژوئیهٔ ۱۹۸۱ در دیژان-پرنوا واقع در دیژون، فرانسه برگزار شد. این گراند پری در میان ۱۵ گراند پری در فصل ۱۹۸۱، مسابقهٔ شمارهٔ ۸ بود.
در این مسابقه که در ۸۰ دور و به مسافت ۳۰۴٫۰۸ کیلومتر (۱۸۸٫۹۴۷ مایل) برگزار شد، پول پوزیشن توسط رنه آرنوکس کسب شد و سریع‌ترین زمان برای طی یک دور پیست که برابر با ۱:۰۹٫۱۴ بود نیز توسط آلن پروست به ثبت رسید.
آلن پروست از تیم رنو، جان واتسون از تیم مک‌لارن-فورد و نلسون پیکه از تیم برابام-فورد به‌ترتیب مقام‌های اول تا سوم مسابقه را کسب کردند.

## رده‌بندی قهرمانی پس از مسابقه
| جایگاه | راننده        | امتیاز |
| ------ | ------------- | ------ |
| ۱      | کارلوس روتمان | ۳۷     |
| ۲      | نلسون پیکه    | ۲۶     |
| ۳      | آلن جونز      | ۲۴     |
| ۴      | ژیل ویلنوو    | ۲۱     |
| ۵      | ژاک لافیت     | ۱۷     |
| منبع:  |               |        |

| جایگاه | سازنده       | امتیاز |
| ------ | ------------ | ------ |
| ۱      | ویلیامز-فورد | ۶۱     |
| ۲      | برابام-فورد  | ۲۹     |
| ۳      | فراری        | ۲۸     |
| ۴      | رنو          | ۱۸     |
| ۵      | لیجیه-ماترا  | ۱۷     |
| منبع:  |              |        |

یادداشت
- تنها پنج جایگاه نخست از هر رده‌بندی نمایش داده شده است.